# Dolný Kubín (stacja kolejowa)
Dolný Kubín – stacja kolejowa znajdująca się w miejscowości Dolný Kubín w kraju żylińskim na Słowacji.